# Elisa Cossa
Elisa Cossa (Maputo, 3 de junho de 1980) é uma atleta moçambicana, que participa em provas internacionais de velocidade e de salto em comprimento. Em 2000, foi vice-campeã africana de salto em comprimento, nos Campeonatos celebrados em Argel. Foi ainda medalha de bronze na primeira edição dos Jogos da Lusofonia disputada em Macau no ano de 2006.
 É recordista moçambicana dos 100 metros e do salto em comprimento.

## Melhores marcas pessoais
| Prova                | Data                   | Local                       | Tempo   |
| -------------------- | ---------------------- | --------------------------- | ------- |
| 100 metros           | 14 de setembro de 1999 | Johannesburg, África do Sul | 11.62   |
| 200 metros           | 21 de abril de 2002    | Réduit, Maurícia            | 24.21   |
| 400 metros           | 18 de julho de 2007    | Argel, Argélia              | 54.09   |
| 800 metros           | 5 de julho de 2008     | Madrid, Espanha             | 2:09.47 |
| Salto em comprimento | 24 de março de 2000    | Pretória, África do Sul     | 6.40    |